# Champougny
 Champougny  là một xã thuộc tỉnh Meuse trong vùng Grand Est đông nam nước Pháp. Xã có diện tích 5,91 km2, dân số theo [[điều tra dân số năm 1999 là 80 người.